# Día Internacional de los Monumentos y Sitios
El Día Internacional de los Monumentos y Sitios es una conmemoración que se celebra anualmente el 18 de abril desde 2001, establecida por la UNESCO y el Consejo Internacional de Monumentos y Sitios (ICOMOS) en 1983.

### Proclamación
El Día Internacional de los Monumentos y Sitios fue establecido en 1983 por la 22ª Conferencia General de la UNESCO, a instancias de ICOMOS tras una conferencia en Túnez el 18 de abril de 1982. Esta conmemoración surgió con el fin de sensibilizar a la población mundial acerca de la relevancia del patrimonio cultural y monumental, enfatizando la necesidad de su conservación y protección.

### Celebración
Este día se celebra cada año, el 18 de abril, fecha que rememora el encuentro en Túnez donde se ideó esta efeméride. Desde su primera celebración oficial en 2001, con el lema "Salvar nuestros pueblos históricos", se han organizado diversas actividades educativas y de concienciación. Instituciones culturales, turísticas, históricas y educativas, bajo el auspicio de UNESCO e ICOMOS, llevan a cabo eventos como conferencias, exposiciones, visitas guiadas y talleres. Estas actividades están diseñadas para fomentar la apreciación del patrimonio cultural, incentivar la participación comunitaria en su preservación y destacar la diversidad del patrimonio mundial.

## Temas
- 2001: Salvar nuestros pueblos históricos, (Save Our Historic Villages) [5][6][7]
- 2002: Patrimonio del Siglo 20, (Conserving 20th Century Heritage)[8][9]
- 2003: Patrimonio cultural subacuatico[10]
- 2004: Arquitectura y patrimonio en tierra[11]
- 2005: 40.º Aniversario de ICOMOS, (40th anniversary of ICOMOS)[12]
- 2006: Patrimonio industrial[13]
- 2007: Paisajes culturales y monumentos de la naturaleza, (Cultural Landscapes and Monuments of Nature)[14][15]
- 2008: Patrimonio religioso y lugares sagrados, (Religious Heritage and Sacred Places)[15][16]
- 2009: Patrimonio y ciencia, (Heritage and Science)[15][17]
- 2010: El Patrimonio de la agricultura, (Heritage of agriculture)[18][19][20]
- 2011: El Patrimonio cultural del agua, ( Cultural Heritage of Water)[21][21]
- 2012: Patrimonio Mundial, (World Heritage in celebration of the 40th anniversary of the World Heritage Convention)[22][23]
- 2013: El patrimonio de la educación, (Heritage of Education)[24][25]
- 2014: Patrimonio de la Conmemoración, (Heritage of Commemoration)[26][27]
- 2015: 50º Aniversario de ICOMOS, (ICOMOS is 50 - let's celebrate)[28]
- 2016: El patrimonio del deporte, (The Heritage of Sport)[29]
- 2017: Patrimonio cultural y turismo sostenible, (Cultural Heritage & Sustainable Tourism)[30]
- 2018: Patrimonio para nuestras generaciones, (Heritage for Generations)[31][32]
- 2019: Paisajes Rurales, (Rural Landscapes and Sustainable Development)[33][34]
- 2020: Culturas Compartidas, Patrimonio Compartido, Responsabilidad Compartida, (Shared Cultures, Shared Heritage, Shared Responsibility)[35][36]
- 2021: Pasados complejos: futuros diversos[37]
- 2022: Patrimonio y Clima, (Heritage and Climate)[38][39]
- 2023: Patrimonio en transformación, (Heritage Changes)[40][41]
- 2024: Desastres y conflictos a través del prisma de la Carta de Venecia, (Disasters & Conflicts Through the Lens of the Venice Charter)[42][43]